# Підгайний Семен Олександрович

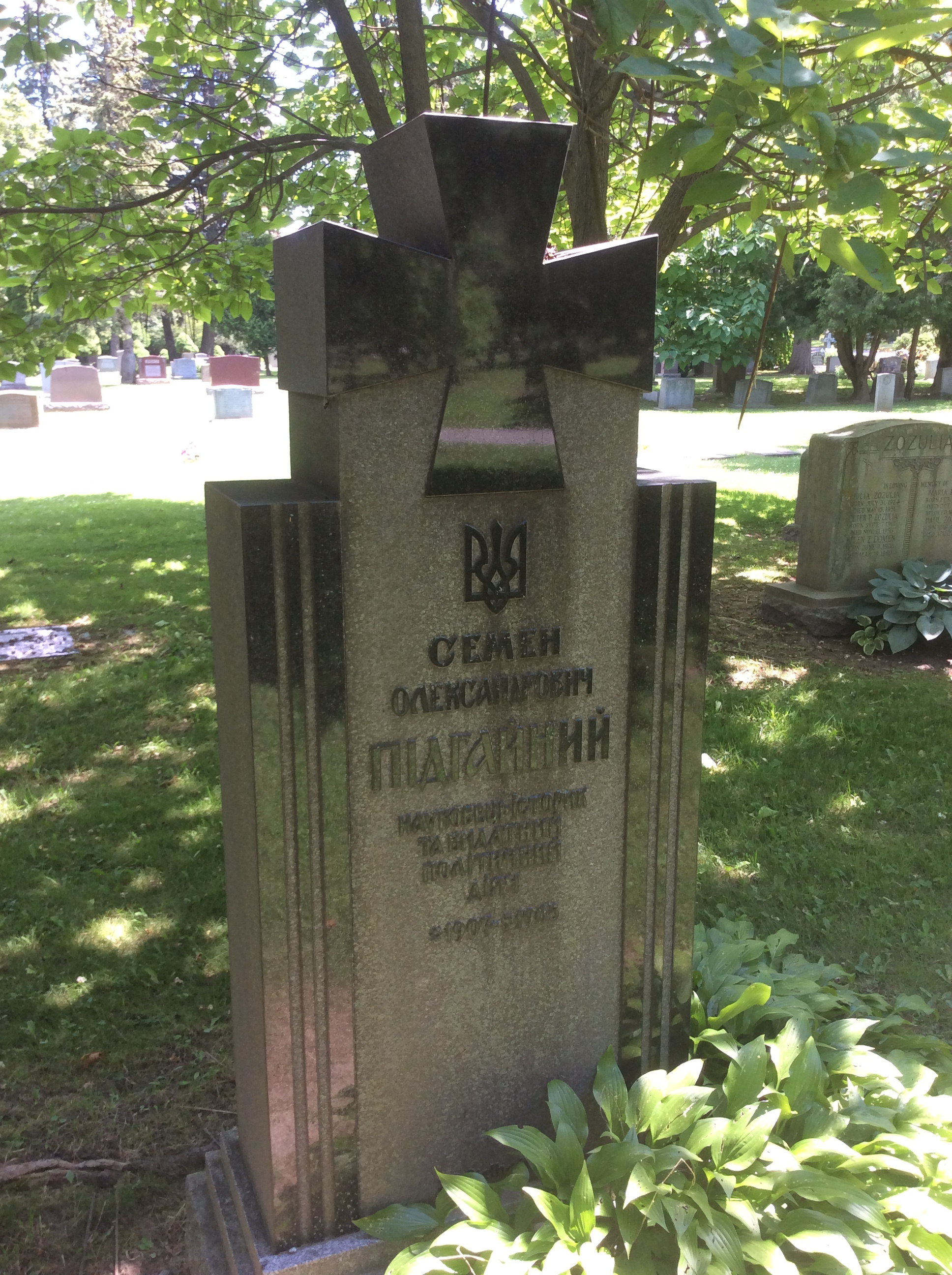
Пам'ятник на могилі Семена Підгайного в Торонто на цвинтарі «Проспект»

Семе́н Олекса́ндрович Підга́йний (нар.17 квітня 1907, Новомінська, Кубань — пом.14 листопада 1965, Торонто, Канада) — український учений — історик, археограф, автор спогадів про українську інтелігенцію на Соловецьких островах, член-основоположник УРДП, 1948 року — перший з черги державний секретар реорганізованого ДЦ УНР.

## Біографія
Народився у станиці Новомінській Єйського повіту Кубанської області у заможній козачій сім'ї. Під час боротьби козаків Кубані з більшовиками втратив батька і старшого брата: обидва були розстріляні більшовиками у 1922 році.
1924 року виїхав у Київ, де вступив до Київського інституту народної освіти (тепер Київський національний університет імені Тараса Шевченка). В університеті Підгайного цікавила державно-творча діяльність Богдана Хмельницького, і він обрав за тему своєї дипломної праці його білоруську політику. Над цим питанням він багато працював, зібрав великий джерельний матеріал і приступив до писання майбутньої дисертації, яка по закінченні університету мала відкрити йому шлях до аспірантури й подальшої наукової діяльності. За декілька місяців до закінчення курсу Підгайного було виключено з інституту за його походження. Цьому передувала погромницька стаття в київський газеті «Пролетарська правда». Проте спільними зусиллями української професури й тодішнього керівництва інституту Підгайному було дозволено закінчити інститут, але шлях до аспірантури в Києві для нього був закритий.
Після закінчення інституту працював науковим співробітником Музею Слобідської України у Харкові (тепер Харківський історичний музей імені М. Ф. Сумцова) і викладав історію України у Харківському інституті народної освіти (тепер Харківський національний університет).

### Арешт і подальша доля
На початку 1930-х років нав'язує ближчі стосунки з Українською академією наук (ВУАН) у Києві, де стає членом комісії соціально-економічної історії України й співробітником археографічної комісії. Ще раніше він зацікавився історією старого українського промислового робітництва, зокрема на Бахмутських і Торських соляних заводах XVII–XVIII століття.
За дорученням Академії наук Підгайний досліджує відповідні архівні матеріали не лише в Харкові і Києві, але і в Москві та Ленінграді. Наслідком цієї роботи була велика (понад 500 сторінок машинопису) археографічна збірка матеріалів до історії промисловості й робітництва на Бахмутських, Торських і Співаковських соляних заводах XVII–XVIII століття. Доповідь на цю тему Підгайний зробив на спільному засіданні обох згаданих вище комісій восени 1932 року, й тоді було ухвалено видати цей твір. Окрім того, Семен Олександрович написав, на підставі архівних матеріалів, знайдених ним у Москві, цінну студію про становище робітників і умови праці на Почепівській і Шептаківській паруснополотняних мануфактурах Гетьманщини в першій половині XVIII століття. Ця праця була прийнята до друку в IV томі «Українського Археографічного Збірника» ВУАН.
Арешт 17 січня 1933 року під час погрому ВУАН 1933–1934 років не дозволив здійнити ці видавничі плани. Звинувачений у членстві в міфічній підпільній організації «Союзі Кубані й України», у 1933–1940 роках був на засланні у Соловецькому таборі особливого призначення. 
6 лютого 1941 року повернувся на Слобожанщину, але як репресованому йому відмовили у праві проживати в обласному центрі і прикріпили до районного міста Ізюм, де працював бухгалтером в артілі «Культпраця». Під час Другої світової війни певний час був членом управи Харкова і начальником одного з його районів.
З 1944 року на еміграції, з 1949 року у Канаді. За ініціативою Підгайного у Торонто 1950 року засновано Союз українців жертв російського комуністичного терору. До 1955 року очолював Світову федерацію політв'язнів. Вирішальним чином сприяв появі двотомної англомовної праці «The Black Deeds of Kremlin: A White Book» («Біла книга про чорні діла Кремля»), яка мала широкий розголос у різних країнах. Редагував журнал англійською мовою «The New Review: A Journal of East-European History». Автор книжок про Соловецьку каторгу «Українська інтелігенція на Соловках» та «Недостріляні».
Помер у Торонто, Канада, похований на цвинтарі «Проспект».

## Твори
- Підгайний С. До редакції часопису Українські вісті. — «Українські вісті», 1947, № 77, 29 жовтня.
- Підгайний С. Українська інтелігенція на Соловках. — Б.м: — Прометей, 1947. — 93 с.
- Підгайний С. Недостріляні. (у двох частинах: ч.1ч.2) — Б.м., в-во «Україна» — 1949.
- Pidhainy S. Islands of death. — Burns & MacEachern, Toronto, 1953, 240 pages.
- Pidhainy, S. O. (editor-in-chief) The Black Deeds of the Kremlin: A White Book, translated by Alexander Orletsky, Ukrainian Association of Victims of Russian Communist Terror, Toronto, Ont., 1953—1955 OCLC 558528829
- Pidhainy S. Ukrainian National Communism. — «Ukrainian Review», 1959, № 7.

Перевидання:
- Підгайний С. Українська інтелігенція на Соловках. Недостріляні (у двох частинах). — К.: Видавничий дім «Києво-Могилянська академія», 2008. — 328 с. Передмова Олексія Коновала. Редактор Олександр Шугай. Видання здійснено коштом Фундації імені Івана Багряного (США).
- Підгайний С. Українська інтелігенція на Соловках. Недостріляні. — Тернопіль, «Джура». — 2009.